# The King of Fighters ’94
The King of Fighters '94, znana też jako KOF '94 (oficjalny skrót) – bijatyka 2D, stworzona przez SNK, wydana w roku 1994 na automaty oraz konsole Neo Geo, później przeniesiona na konsole, w tym 6 i 7 generacji, jak Playstation 2, Wii czy PlayStation 3, trafiła do zbioru SNK Arcade Classics Vol. 1. To pierwsza gra z serii The King of Fighters, a jednocześnie crossover wielu innych marek SNK, takich jak Art of Fighting, Ikari Warriors, Psycho Soldier czy Fatal Fury. W 2004, na 10 rocznicę wydania serii, SNK Playmore stworzyło ulepszony remake gry The King of Fighters '94 Re-Bout – działający w wyższej rozdzielczości i mający ulepszone tła.

## Fabuła
Rugal Berstein, niesamowicie bogaty handlarz bronią, organizuje 3 turniej walk "King of Fighters" (pierwszy zorganizował Geese Howard w Fatal Fury, a drugi Wolfgang Krauser w Fatal Fury 2), na który zostali zaproszeni najlepsi wojownicy świata – 8 drużyn po 3 wojowników. Są to:
- Italy Team: Terry Bogard, Andy Bogard i Joe Higashi (z serii Fatal Fury)
- Brazil Team: Ralf Jones i Clark Still (z serii Ikari Warriors) oraz ich dowódca Heidern
- Mexico Team: Takuma Sakazaki, Ryo Sakazaki i Robert Garcia (z serii Art of Fighting
- England Team: King, Mai Shiranui Yuri Sakazaki (kobiecy zespół z serii Art of Fighting
- China Team: Athena Asamiya, Sie Kensou (z Psycho Soldier) oraz Chin Gentsai
- Korea Team: Kim Kaphwan (z serii Fatal Fury), Choi Bounge i Chang Koehan
- U.S.A. Team: Heavy D!, Lucky Glauber i Brian Battler
- Japan Team: Kyo Kusanagi, Benimaru Nikaido i Goro Daimon

Z kolei Rugal Bernstein jest niegrywalnym bossem.

## Rozgrywka
Gra jest typową bijatyką, gdzie gracz za pomocą kopnięć, rzutów i uderzeń musi zabrać przeciwnikowi cały pasek życia. Nietypowe jest to, że co prawda naraz walczy ze sobą 2 wojowników, wygrana jest dopiero wtedy, kiedy cały przeciwny zespół jest pokonany. Do gry poza d-padem lub stickiem używane są 4 klawisze – lekki i mocny atak, oraz lekkie i mocne kopnięcie. Gracz ma również do dyspozycji trójkę bohaterów. Do tego możliwe jest omijanie ataków, (na automatach i Neo Geo – przez użycie klawiszy AB), a także rzutów. Podobnie jak w serii Street Fighter, czy poprzednich bijatykach SNK postacie mają do dyspozycji specjalne ataki, jak fireballe, które wykonuje się specjalną kombinacją klawiszy. By móc je wykonać należy jednak naładować specjalny pasek na dole ekranu, niczym w Art of Fighting.